# شب بخیر، آقایان و خانم‌ها
شب بخیر، آقایان و خانم‌ها (ایتالیایی: Signore e signori, buonanotte) یک فیلم کمدی ایتالیایی است که در سال ۱۹۷۶ منتشر شد.

## بازیگران
- مارچلو ماسترویانی
- ویتوریو گاسمن
- نینو مانفردی
- اوگو تونیاتسی
- پائولو ویلاجیو
- زنتا برگر
- آدولفو چلی
- فلیچه آندرئاسی
- آندریا فریول
- سرجو گراتسیانی
- مونیکا گوئریتوره
- کارلو کوروکولو
- اروس پاگنی
- ماریو اسکاچا
- فرانکو اسکاندورا
- جانفرانکو بارا
- رنتسو مارینیانو
- ماریا تدسکی
- لوکریشا لاو